# Кескастель
Кескастель (фр. Keskastel) — коммуна на северо-востоке Франции в регионе Гранд-Эст (бывший Эльзас — Шампань — Арденны — Лотарингия), департамент Нижний Рейн, округ Саверн, кантон Ингвиллер. До марта 2015 года коммуна административно входила в состав упразднённого кантона Сар-Юньон (округ Саверн).
Площадь коммуны — 18,87 км², население — 1506 человек (2006) с тенденцией к росту: 1584 человека (2013), плотность населения — 83,9 чел/км².

## Население
Население коммуны в 2011 году составляло 1585 человек, в 2012 году — 1612 человек, а в 2013-м — 1584 человека.
| 1962 | 1968 | 1975 | 1982 | 1990 | 1999 | 2006 | 2008 | 2011 | 2012 | 2013 |
| ---- | ---- | ---- | ---- | ---- | ---- | ---- | ---- | ---- | ---- | ---- |
| 1306 | 1366 | 1297 | 1316 | 1362 | 1438 | 1506 | 1551 | 1585 | 1612 | 1584 |

Динамика населения:

## Экономика
В 2010 году из 1052 человек трудоспособного возраста (от 15 до 64 лет) 764 были экономически активными, 288 — неактивными (показатель активности 72,6 %, в 1999 году — 64,9 %). Из 764 активных трудоспособных жителей работали 683 человека (391 мужчина и 292 женщины), 81 числились безработными (38 мужчин и 43 женщины). Среди 288 трудоспособных неактивных граждан 71 были учениками либо студентами, 99 — пенсионерами, а ещё 118 — были неактивны в силу других причин.